# Miriam Rodríguez Gallego
Miriam Rodríguez Gallego (Pontedeume, A Coruña, 30 de setembre de 1996) és una cantant i compositora gallega. Va assolir la fama gràcies a la seva participació en el concurs musical de Televisió Espanyola Operación Triunfo en el qual va quedar en tercer lloc.
És filla de Ramón i Marité, i té un germà més gran, Efrén. Va estudiar batxillerat d'Arts Escèniques a Ferrol i més tard es va traslladar a Madrid per continuar els seus estudis d'art dramàtic i interpretació.
Va començar cantant en casaments i donant petits concerts en sales i bars de Galícia. També va participar en la sèrie de la televisió gallega Serramoura. En 2013, amb 17 anys, va guanyar el concurs Canta Ferrol. També va participar en el musical visquin els nens i en concursos com Talents Almeda i el Festival de la cançó de Xalleira. En 2016 va publicar el seu primer senzill Me cansé de esperar, que va realitzar amb l'actor Chechu Salgado.
Després del seu pas pel programa de televisió, va signar amb la discogràfica Universal i va iniciar la seva carrera musical component i interpretant Hay algo en mi, cançó promocional de la sèrie Vis a vis en el seu salt a FOX Espanya, en la qual més endavant realitzaria un cameo.
El seu segon senzill va ser NO!, al costat de Pablo López, i el seu àlbum debut, Cicatrices, va ser publicat el 23 de novembre de 2018.